# Yuxisaurus
Yuxisaurus (il cui nome significa "lucertola di Yuxi") è un genere estinto di dinosauro tyreophoro basale vissuto nel Giurassico inferiore (Sinemuriano-Toarciano) in quella che oggi è la Formazione Fengjiahe nella Cina sud-occidentale. Il genere contiene una singola specie, la specie tipo è Yuxisaurus kopchicki.

## Scoperta e denominazione
Yuxisaurus venne nominato per la prima volta in un preprint di bioRxiv pubblicata alla fine del 2021, ma non è stato considerato valido, poiché non era stato pubblicato in modo valido. Il taxon è stato formalmente pubblicato poco dopo, nel marzo 2022. L'olotipo di Yuxisaurus, l'esemplare CVEB 21701, rappresenta uno scheletro parziale che include parti del cranio, diverse vertebre, elementi degli arti e almeno 120 osteodermi.
Il nome del genere Yuxisaurus combina un riferimento alla località tipo di Yuxi, nella Provincia di Yunnan, Cina, con il termine greco sauros, che significa "lucertola". Il nome della specie kopchicki rende omaggio al biologo John J. Kopchick.

## Classificazione

Dimensioni di Y. kopchicki rispetto a un essere umano

Yuxisaurus è un tyreophoro basale. A seconda del set di dati, potrebbe essere il taxon gemello di Emausaurus o più basale di Scelidosaurus e degli Eurypoda. La scoperta di Yuxisaurus dimostra definitivamente che i tyreophori erano presenti in Asia durante il Giurassico inferiore, poiché altri potenziali tyreophori asiatici del Giurassico inferiore, Bienosaurus e Tatisaurus, erano troppo frammentari per essere di qualche significato.
Topologia 1: dataset di Norman 
|  | Emausaurus |
|  |            |
|  | Yuxisaurus |
|  |            |

|  | Scelidosaurus |
|  |               |
|  | Ankylosauria  |
|  |               |

|  | Emausaurus |
|  |            |
|  | Yuxisaurus |
|  |            |

|  | Scelidosaurus |
|  |               |
|  | Ankylosauria  |
|  |               |

|  | Emausaurus |
|  |            |
|  | Yuxisaurus |
|  |            |

|  | Scelidosaurus |
|  |               |
|  | Ankylosauria  |
|  |               |

|  | Emausaurus |
|  |            |
|  | Yuxisaurus |
|  |            |

|  | Scelidosaurus |
|  |               |
|  | Ankylosauria  |
|  |               |

|  | Emausaurus |
|  |            |
|  | Yuxisaurus |
|  |            |

|  | Scelidosaurus |
|  |               |
|  | Ankylosauria  |
|  |               |

|  | Emausaurus |
|  |            |
|  | Yuxisaurus |
|  |            |

|  | Scelidosaurus |
|  |               |
|  | Ankylosauria  |
|  |               |

|  | Emausaurus |
|  |            |
|  | Yuxisaurus |
|  |            |

|  | Scelidosaurus |
|  |               |
|  | Ankylosauria  |
|  |               |

|  | Emausaurus |
|  |            |
|  | Yuxisaurus |
|  |            |

|  | Scelidosaurus |
|  |               |
|  | Ankylosauria  |
|  |               |

Topologia 2: dataset di Maidment et al.
|  | Laquintasaura  |
|  |                |
|  | Scutellosaurus |
|  |                |

|          | Scelidosaurus                                                |
|          |                                                              |
| Eurypoda | \| \| Ankylosauria \| \| \| \| \| \| Stegosauria \| \| \| \| |
|          | \| \| Ankylosauria \| \| \| \| \| \| Stegosauria \| \| \| \| |
|          | Ankylosauria                                                 |
|          |                                                              |
|          | Stegosauria                                                  |
|          |                                                              |

|  | Ankylosauria |
|  |              |
|  | Stegosauria  |
|  |              |

|          | Scelidosaurus                                                |
|          |                                                              |
| Eurypoda | \| \| Ankylosauria \| \| \| \| \| \| Stegosauria \| \| \| \| |
|          | \| \| Ankylosauria \| \| \| \| \| \| Stegosauria \| \| \| \| |
|          | Ankylosauria                                                 |
|          |                                                              |
|          | Stegosauria                                                  |
|          |                                                              |

|  | Ankylosauria |
|  |              |
|  | Stegosauria  |
|  |              |

|          | Scelidosaurus                                                |
|          |                                                              |
| Eurypoda | \| \| Ankylosauria \| \| \| \| \| \| Stegosauria \| \| \| \| |
|          | \| \| Ankylosauria \| \| \| \| \| \| Stegosauria \| \| \| \| |
|          | Ankylosauria                                                 |
|          |                                                              |
|          | Stegosauria                                                  |
|          |                                                              |

|  | Ankylosauria |
|  |              |
|  | Stegosauria  |
|  |              |

|          | Scelidosaurus                                                |
|          |                                                              |
| Eurypoda | \| \| Ankylosauria \| \| \| \| \| \| Stegosauria \| \| \| \| |
|          | \| \| Ankylosauria \| \| \| \| \| \| Stegosauria \| \| \| \| |
|          | Ankylosauria                                                 |
|          |                                                              |
|          | Stegosauria                                                  |
|          |                                                              |

|  | Ankylosauria |
|  |              |
|  | Stegosauria  |
|  |              |

|  | Laquintasaura  |
|  |                |
|  | Scutellosaurus |
|  |                |

|          | Scelidosaurus                                                |
|          |                                                              |
| Eurypoda | \| \| Ankylosauria \| \| \| \| \| \| Stegosauria \| \| \| \| |
|          | \| \| Ankylosauria \| \| \| \| \| \| Stegosauria \| \| \| \| |
|          | Ankylosauria                                                 |
|          |                                                              |
|          | Stegosauria                                                  |
|          |                                                              |

|  | Ankylosauria |
|  |              |
|  | Stegosauria  |
|  |              |

|          | Scelidosaurus                                                |
|          |                                                              |
| Eurypoda | \| \| Ankylosauria \| \| \| \| \| \| Stegosauria \| \| \| \| |
|          | \| \| Ankylosauria \| \| \| \| \| \| Stegosauria \| \| \| \| |
|          | Ankylosauria                                                 |
|          |                                                              |
|          | Stegosauria                                                  |
|          |                                                              |

|  | Ankylosauria |
|  |              |
|  | Stegosauria  |
|  |              |

|          | Scelidosaurus                                                |
|          |                                                              |
| Eurypoda | \| \| Ankylosauria \| \| \| \| \| \| Stegosauria \| \| \| \| |
|          | \| \| Ankylosauria \| \| \| \| \| \| Stegosauria \| \| \| \| |
|          | Ankylosauria                                                 |
|          |                                                              |
|          | Stegosauria                                                  |
|          |                                                              |

|  | Ankylosauria |
|  |              |
|  | Stegosauria  |
|  |              |

|          | Scelidosaurus                                                |
|          |                                                              |
| Eurypoda | \| \| Ankylosauria \| \| \| \| \| \| Stegosauria \| \| \| \| |
|          | \| \| Ankylosauria \| \| \| \| \| \| Stegosauria \| \| \| \| |
|          | Ankylosauria                                                 |
|          |                                                              |
|          | Stegosauria                                                  |
|          |                                                              |

|  | Ankylosauria |
|  |              |
|  | Stegosauria  |
|  |              |